# Dave Hope
Dave Hope, född 7 oktober 1949 i Topeka, Kansas, är en amerikansk basist som var medlem i rockbandet Kansas mellan 1970 och 1983 då bandet splittrades för första gången.